# Edda Heiðrún Backman
Edda Heiðrún Backman (* 27. November 1957 in Akranes; † 1. Oktober 2016 in Reykjavík) war eine isländische Schauspielerin, Regisseurin, Malerin und Umweltschützerin.

## Leben und Werk
Nach ihrem Abschluss an der isländischen Schauspielschule 1983 verfolgte Edda Heiðrún bis 2004 eine erfolgreiche Karriere als Schauspielerin. Nachdem sie 1985 im Film Schwarz und ohne Zucker von Lutz Konermann mitgewirkt hatte, folgten verschiedene weitere Filmauftritte, darunter 2000 in 101 Reykjavík von Baltasar Kormákur und 2004 in Kaldaljós von Hilmar Oddsson. 2003 gewann sie den isländischen Film- und Fernsehpreis Edda in der Kategorie Beste Nebendarstellerin für ihre Rolle in der Neujahresshow Áramótaskaup der isländischen Rundfunkanstalt RÚV.
Nachdem 2004 bei ihr eine Motoneuronerkrankung (MND) diagnostiziert worden war, wandte sie sich der Tätigkeit als Theaterregisseurin zu und führte bei einigen Inszenierungen sowohl am Stadttheater von Reykjavík als auch am Isländischen Nationaltheater Regie. 2007 eröffnete sie das Ladengeschäft Súkkulaði og rósir, dessen Angebot – wie der isländische Name sagt – aus Schokolade und Rosen bestand. 2008 wandte sie sich der Mundmalerei zu.
Edda Heiðrún Backman setzte sich für die Rechte von Behinderten ein und trat auch in der isländischen Naturschutzbewegung hervor. Anfang 2016 gründete sie die Vereinigung Rödd náttúrunnar („Stimme der Natur“). Ein besonderes Anliegen war es ihr, einen Nationalpark im Isländischen Hochland zu schaffen.